# 甲東園
甲東園（こうとうえん）は、兵庫県西宮市の地名。甲東園1丁目 - 2丁目と上甲東園1丁目 - 5丁目からなる。
西宮市市街の北東部に位置し、西宮七園と呼ばれる高級住宅街である。関西学院大学が立地するなど、洗練された雰囲気を醸し出している。

## 沿革
1889年に武庫郡門戸村・上大市村・下大市村・段上村・神呪村・樋口新田・上ヶ原新田が合併した際、武庫郡甲東村と名乗ったのが「甲東」という地名の始まりである。これは地域全体が甲山の東部に位置することに因んでいる。
1894年に大阪殖林合資会社が甲東村神呪に果樹園を開設し、1900年にその果樹園を甲東園と名づけた。これが「甲東園」という名前の始まりである。しかし、果樹園は採算性が悪く、実際はこの地域の大地主で大阪殖林の経営者である芝川家の別荘的役割を果たしていた。阪急西宝線（後の阪急電鉄今津線）が1921年に開業した際は、小林駅の次は門戸厄神駅で甲東園に駅はなかったが、翌年に芝川家が無償で阪急に土地提供を行ったため、甲東園駅が開設されることになった。
鉄道駅の開設後、関西学院大学などが移転してくるなど、開発が進むようになった。戦後には1951年から宅地開発が行われ、住宅街を形成するに至った。1958年には関西学院大学周辺の上ヶ原地区が日本で2番目（西日本では初。日本初は1951年の国立市）の「文教地区指定」を受けたこともあり、この周辺を校区に含む市立甲東小学校・市立甲陵中学校は市内で最も人気の高い学区となっている。これを受けて西宮市も、1963年に「文教住宅都市宣言」を行っている。

## 芝川家

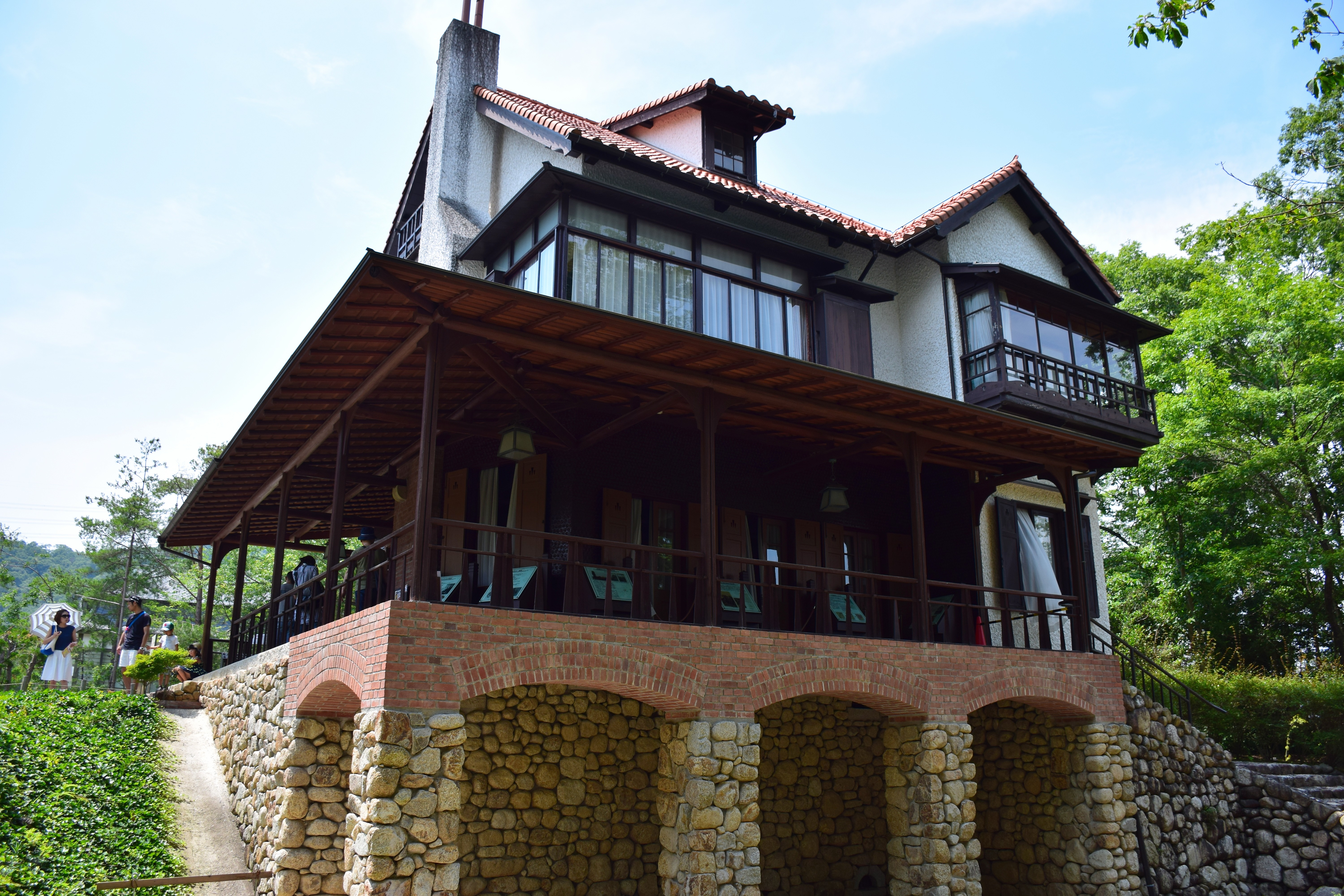
甲東園にあった芝川家の別荘。犬山市の明治村に移築保存

土地を提供した地主の芝川又右衛門は、呉服商「大阪百足屋」を営んでいた先代新助（1793-1865）が大阪伏見町に唐物商（欧米品輸入業）「百足屋」を開業して成功した豪商である。明治17年（1884年）に初代又右衛門（又平。1823-1912。先代新助の娘婿）が西宮甲東園の土地を入手して不動産業に乗り出し、明治29年（1896）に二代目又右衛門（1853-1937）が村山龍平、外山脩造と「大阪殖林合資会社」を設立して果樹園「甲東園」を拓いた。明治44年（1911）には当地に別荘を建てて関西財界人との交友の場とし、阪急に駅の設置を依頼して設置費用と周辺の土地一万坪を阪急に提供、これが現在の甲東園地域開発の端緒となった。
武田五一設計の芝川家別荘洋館部分は博物館明治村に移築され公開展示されている。移築にあたっては、甲東園の坂の上にあった別荘の景観により近づけるため、段差を造成して復原された。芝川家は大阪の千島、千歳、加賀屋の三新田も購入し、1912（明治45）年に千島土地株式会社を設立して不動産業を本業とし、二代目の息子の又四郎（1883-1970）の代に手掛けた芝川ビルディングは歴史的建造物(国の登録有形文化財)として現存する。
二代目又衛門の妻は山口財閥三代目山口吉郎兵衛の妹。又四郎の妻の兄に小坂狷二、娘の夫に男爵前田勇 (陸軍軍人)の次男。親戚には日本毛織創業者の芝川栄助などがいる。

## 交通

### 鉄道
- 阪急今津線
  - (宝塚市仁川北)-甲東園駅-(門戸荘)

### バス

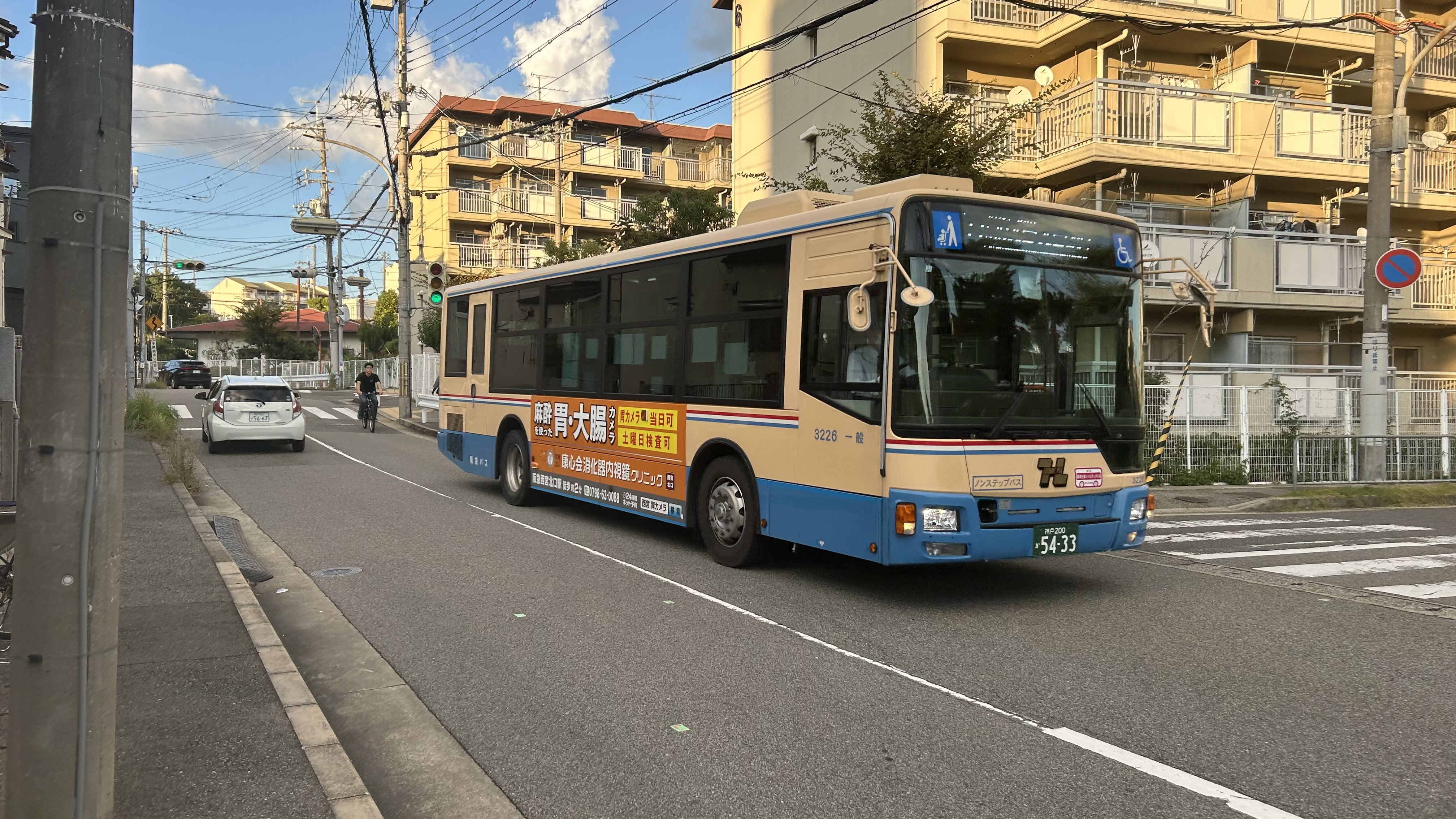
11系統

阪急バスが通っている
| 路線名 | 起点         | 町内の停留所            | 終点           |
| ------ | ------------ | ----------------------- | -------------- |
| 11     | 阪急甲東園駅 | 阪急甲東園駅-(上甲東園) | 阪急西宮北口駅 |
| 12     | 阪急甲東園駅 | 阪急甲東園駅-(上甲東園) | 阪急西宮北口駅 |
| 16     | 阪急甲東園駅 | 阪急甲東園駅-(上甲東園) | 阪急西宮北口駅 |
| 19     | 阪急甲東園駅 | 阪急甲東園駅-(上甲東園) | 阪急西宮北口駅 |
| 24     | (環状)       | (上甲東園)-阪急甲東園駅 | 阪急甲東園駅   |

- 11系統

## 出身・ゆかりのある人物
- 新田長夫（実業業） - ニッタ社長、会長。住所が上甲東園2丁目[5]。
- 新田長三（実業業） - 新田帯革製造所（現・ニッタ）社長、会長。住所が上甲東園1丁目[6]。